# Хершдорф
Хершдорф (нем. Herschdorf) — коммуна в Германии, в земле Тюрингия.
Входит в состав района Ильм. Подчиняется управлению Лангер Берг. Население составляет 948 человек (на 31 декабря 2010 года). Занимает площадь 9,54 км².
Община подразделяется на 3 сельских округа.

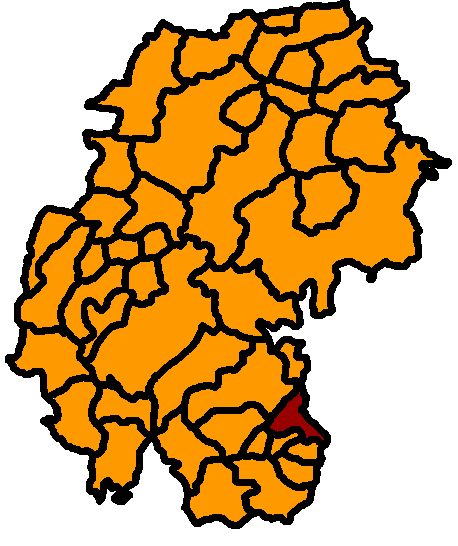
Хершдорф